# Silicate d'alumine
Pour les articles homonymes, voir Al2SiO5.
Ne doit pas être confondu avec Silicate d'aluminium.
On appelle communément silicates d'alumine les silicates d'aluminium qui répondent à la formule chimique Al2SiO5. On en connaît cinq polymorphes, dont trois sont présents dans certaines roches métamorphiques.

## Minéralogie
| - Andalousite (7,4 × 6,2 cm). Tyrol (Autriche). - Sillimanite du Sri Lanka. - Disthène (31 × 9 cm). São José da Safira, Doce (Minas Gerais, Brésil). |

Le groupe des silicates d'alumine comprend trois polymorphes principaux, stables à haute pression et communs dans les roches métamorphiques :
- l'andalousite, de densité d = 3,15, orthorhombique ;
- la sillimanite, d = 3,25, orthorhombique ;
- le disthène ou cyanite, d = 3,60, plus compact et triclinique.

Deux nouveaux polymorphes de très hautes pression et température (14-23 GPa et plus de 2 300‐2 500 K), respectivement triclinique (d = 3,876 à P = 0) et monoclinique (3,982) ont été découverts expérimentalement, mais on ne sait pas encore s'ils existent dans la nature.
À basse pression et haute température le silicate d'alumine n'est plus stable et se décompose en mullite et quartz. La mullite est rare dans les roches naturelles, généralement formées à haute pression.

## Pétrologie

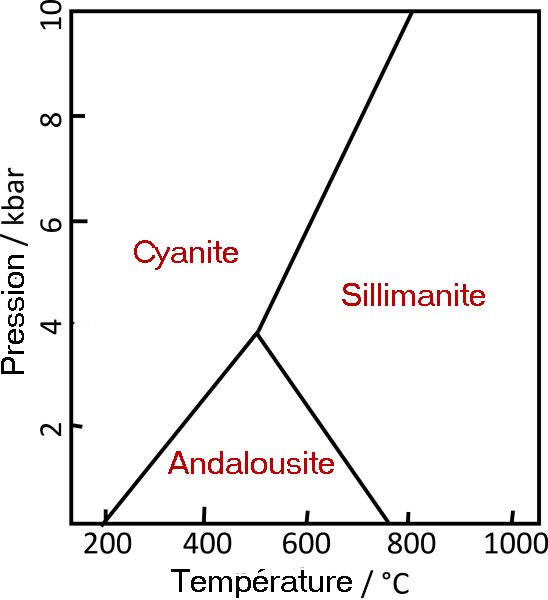
Diagramme P-T montrant les domaines de stabilité des phases sillimanite, disthène (cyanite) et andalousite du composé chimique.

Chacun des trois polymorphes « classiques » a son propre domaine de stabilité dans le diagramme P-T (pression-température), et ne se forme que dans les conditions P-T correspondantes (cf. figure). On les trouve en revanche à l'état métastable dans les roches métamorphiques remontées suffisamment vite à faibles profondeur et température. La présence d'un de ces polymorphes, voire de deux ou des trois, atteste que ces roches sont restées durablement dans le ou les domaines P-T correspondants.

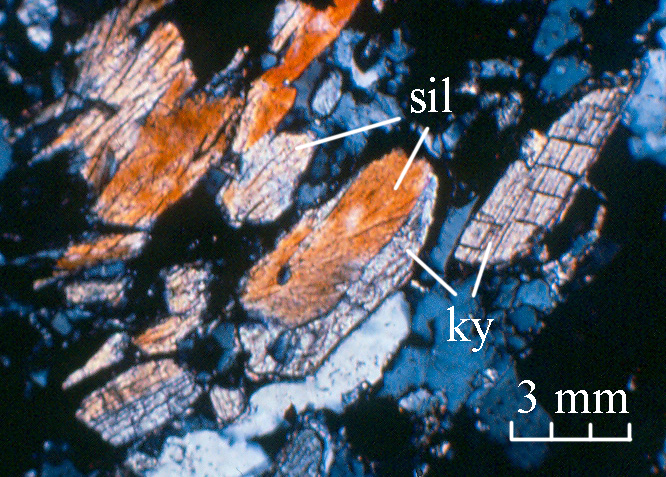
Transformation de disthène (ky, cristaux gris) en sillimanite (sil, cristaux orange) dans les kinzigites du massif des Beni Bousera (Maroc) ; lame mince observée au microscope polarisant, en lumière polarisée analysée.

L'analyse pétrographique, pétrologique et chimique détaillée des roches et de leurs minéraux permet souvent de savoir dans quel ordre les roches sont passées d'un domaine à l'autre (dans quel ordre les polymorphes se sont formés et éventuellement déstabilisés). Par exemple, dans les rares cas où l'on trouve les trois polymorphes (souvent représentés par les abréviations Sil, And et Ky), on a pu démontrer l'une ou l'autre des séquences de formation suivantes :
- And → Ky → Sil (sept[c] localités) ;
- Ky → Sil → And (six localités) ;
- And → Sil → Ky (deux localités, peut-être trois)
- Ky → And → Sil (deux localités).

Les deux autres séquences théoriquement possibles, Sil → And → Ky et Sil → Ky → And, n'ont encore jamais été rencontrées.